# ラ・スペツィア
ラ・スペツィア（イタリア語: La Spezia, AFI: [la ˈspɛttsja] ( 音声ファイル)）は、イタリア共和国リグーリア州東部にある都市で、その周辺地域を含む人口約9万3000人の基礎自治体（コムーネ）。ラ・スペツィア県の県都である。
リグリア海に面した港町である。イタリア海軍の重要な軍港の所在地であり、造船所や軍需工場も数多くある。

## 名称
日本語文献では「ラ・スペツィア」のほか、「ラスペツィア」、「ラ・スペチア」と表記されることもある。
イタリア語における形容詞・住民呼称は spezzino, -na。

## 地理

### 位置・広がり

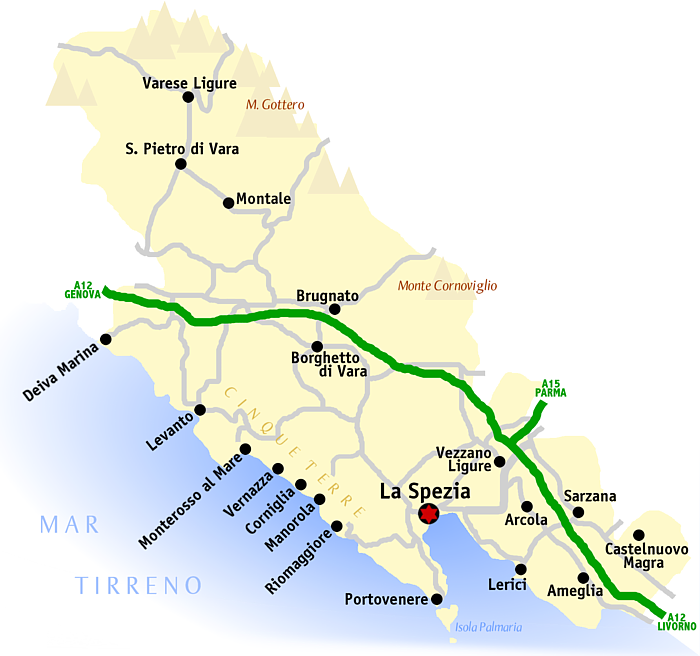
ラ・スペツィア県概略図

#### 隣接コムーネ
隣接するコムーネは以下の通り。
- アルコラ
- フォッロ
- レーリチ
- ポルトヴェーネレ
- リッコ・デル・ゴルフォ・ディ・スペーツィア
- リオマッジョーレ
- ヴェッツァーノ・リーグレ

### 地震分類
イタリアの地震リスク階級 (it) では、3 に分類される
。

## 行政

### 分離集落
ラ・スペツィアには、以下の分離集落（フラツィオーネ）がある。
- Biassa, Cadimare, Campiglia, Fabiano Alto/Coregna, Isola di Felettino, Marinasco/Sarbia, Marola, Pitelli, San Venerio/Carozzo

## 文化
- 映画『U・ボート』で登場するUボートが目指したのがこの地である。

- 作曲家ワーグナーの自伝によれば、ワーグナーがこのラ・スペツィアに滞在中に詩的霊感に襲われ、歌劇『ラインの黄金』の序曲が生まれたという[6]。

- 作家D.H.ローレンスは、1914年、この地で『虹』 (The Rainbow) と『恋する女たち』 (Women in Love) を執筆。

## スポーツ
サッカークラブ、スペツィア・カルチョの本拠地。

## 姉妹都市
- トゥーロン、フランス
- バイロイト、ドイツ

## 出身著名人
- ジュリオ・デ＝ミケーリ （作曲家、指揮者）
- ジャチント・シェルシ （作曲家）
- ジャンカルロ・ジャンニーニ （俳優）
- アレサンドロ・ペタッキ （自転車ロードレース選手）
- ダビデ・バリーティ（サッカー選手）